# Karate-Robo Zaborgar
Pour plus de détails, voir Fiche technique et Distribution.
Karate-Robo Zaborgar (電人ザボーガー, Denjin Zabōgā) est un film japonais réalisé par Noboru Iguchi, sorti en 2011. C'est une adaptation de la série télévisée Denjin Zaborger.

## Synopsis
Une organisation criminelle nommée Sigma kidnappe des hommes d'affaires importants pour leur voler leur ADN et seul Karate-Robo Zaborgar peut mettre fin à leur terreur.

## Fiche technique
- Titre : Karate-Robo Zaborgar
- Titre original : 電人ザボーガー (Denjin Zabōgā)
- Réalisation : Noboru Iguchi
- Scénario : Noboru Iguchi
- Musique : Shunsuke Kikuchi
- Photographie : Yasutaka Nagano
- Montage : Tsuyoshi Wada
- Production : Yoshinori Chiba et Toshimichi Ohtsuki
- Société de production : Denjin Zaborger Film Partners, King Records et Nikkatsu
- Société de distribution : Elephant Films (France)
- Pays :  Japon
- Genre : Action et science-fiction
- Durée : 114 minutes
- Dates de sortie : 
  -  Japon : 15 octobre 2011

## Distribution
- Itsuji Itao : Yutaka Daimon
- Asami Sugiura : Red Rugby Robot
- Akira Emoto : Dr. Akunomiya
- Yasuhisa Furuhara : le jeune  Daimon
- Naoto Takenaka : le père de Daimon
- Hiroyuki Watanabe : le détective
- Mami Yamasaki : Miss Borg

## Accueil
Ard Vijn pour ScreenAnarchy a recommandé le film pour « ceux qui aiment un peu (beaucoup) de grain de folie au cinéma ».